# フォーエバー!タカラヅカ
『フォーエバー!タカラヅカ』は宝塚歌劇団によって制作されたショー作品。形式名は「グランド・ショー」。花組公演。16場。作・演出は小原弘稔。併演作品は『宝塚をどり讃歌'88』と『春ふたたび』。

## 公演期間と公演場所
- 1988年9月30日 - 11月8日　宝塚大劇場[1]

東京宝塚劇場公演はない

## 解説
※宝塚100年史の宝塚大劇場公演参考。
黒燕尾の紳士によるダンス、白軍服の士官の歌、羽根扇の娘たちの歌と踊りで綴られる。前年・1987年の負傷から見事に復帰してトップスターになった大浦みずき。その魅力であるダンスを十二分に発揮させようと企画、日本国外の公演の試作でもあり、翌1989年に実施されたニューヨーク公演の作品の一つになった。アメリカ合衆国のロジャー・ミナミがプロローグなどの振り付けを担当。

## スタッフ
- 作曲・編曲[1]：吉崎憲治
- 編曲[1]：橋本和明
- 音楽指揮[1]：岡田良機
- 振付[1]：山田卓/羽山紀代美/謝珠栄/ロジャー・ミナミ
- 装置[1]：石浜日出雄/関谷敏昭
- 衣装[1]：任田幾英
- 照明[1]：今井直次
- 小道具[1]：万波一重
- 効果[1]：林康彦
- 音響監督[1]：松永浩志
- 舞台進行[1]：高階弘之
- 演出助手[1]：石田昌也/谷正純/中村一徳
- 振付助手[1]：尚すみれ
- 制作[1]：高野賢一

## 主な配役
- 紳士S、ピアニスト、青年S - 大浦みずき[1]
- 士官、青年、歌手、紳士 - 朝香じゅん[1]
- エトワール、美女S、ダンサーA - ひびき美都[1]
- 歌う淑女、ピアノの娘 - 宝純子[1]
- 黒鍵のダンサー - 月丘千景[1]
- 白鍵のダンサー - 磯野千尋[1]
- 士官、青年、白鍵のダンサーA - 瀬川佳英[1]・安寿ミラ[1]
- 黒鍵のダンサー - 御織ゆみ乃[1]
- 淑女A - 梢真奈美[1]
- 歌う淑女 - 峰丘奈知[1]
- ビューティーズ、士官、青年、白鍵のダンサー - 真矢みき[1]
- 白鍵のダンサー - 友麻夏希[1]
- 黒鍵のダンサー - 夏目佳奈[1]
- ダンサー、黒鍵のダンサー - 詩乃優花[1]
- 踊る淑女 - 華陽子[1]・香坂千晶[1]